# سانتياغو مارتينيز (لاعب كرة قدم مواليد 1998)
سانتياغو مارتينيز (بالإسبانية: Santiago Martinez Perlaza)‏ هو لاعب كرة قدم كولومبي في مركز الوسط، ولد في 27 فبراير 1998 في إدارة أنتيوكيا في كولومبيا. لعب مع تامبيكو ماديرو.